# Suffraganbischof
Ein Suffraganbischof oder kurz Suffragan ist der Bischof einer Diözese (eines Bistums), die einem Metropoliten unterstellt ist.

## Römisch-katholische Kirche
Suffraganbischöfe sind die Diözesanbischöfe der Suffraganbistümer, also aller Bistümer einer Kirchenprovinz (Metropolie) außer dem des Metropoliten, der ebenfalls sein Erzbistum oder seine Erzdiözese leitet. Gemeinsam bilden sie das Kollegium dieser Kirchenprovinz. Der Suffraganbischof hat alle bischöflichen Rechte und Vollmachten für sein Bistum. Es gibt auch Erzbischöfe, die keine Kirchenprovinz leiten und einem anderen Erzbischof unterstellt sind. Sie sind dann ebenfalls Suffraganbischöfe.

### Befugnisse des Metropoliten
Gegenüber den Diözesanbischöfen der zu seiner Kirchenprovinz gehörenden Suffraganbistümer hat der Metropolit folgende Rechte:
- Er soll darüber wachen, dass Glaube und kirchliche Disziplin gewahrt werden, und eventuelle Missbräuche dem Papst mitteilen.
- Er soll eine kanonische Visitation durchführen, wenn ein Suffraganbischof dieses unterlassen hat; der Grund hierfür muss jedoch vorher vom Apostolischen Stuhl anerkannt werden.
- Er soll bei Vakanz eines Bischofsstuhls den Diözesanadministrator ernennen, wenn dieser nicht innerhalb von acht Tagen rechtmäßig gewählt wurde oder die vom Recht vorgeschriebenen Voraussetzungen nicht erfüllt (can. 436 §1  CIC).
- Das Gericht des Metropoliten fungiert in seiner Kirchenprovinz üblicherweise als Gerichtshof zweiter Instanz (can. 1438 §1 Nr. 1  CIC).
- Er beruft mit Zustimmung seiner Suffraganbischöfe das Provinzialkonzil ein.

Der Metropolit kann in allen Kirchen seiner Kirchenprovinz geistliche Handlungen ausüben wie ein Bischof in seiner eigenen Diözese, in einer anderen Bischofskirche allerdings nur nach vorheriger Verständigung des Bischofs (can. 436 §3 CIC). Metropoliten haben zudem das Recht, innerhalb ihrer Kirchenprovinz während der Eucharistiefeier das Pallium zu tragen, das sie als besonderes Zeichen vom Papst ausgehändigt bekommen haben.

## Anglikanische Kirche

### Geschichte
In der anglikanischen Kirche sind die Suffraganbischöfe meist Regionalbischöfe, die zusammen mit einem (Erz-)Bischof ein großes Bistum leiten. Die Kirchenprovinzen in der Anglikanischen Kirche werden von einem Erzbischof oder Primas geleitet. Die anglikanischen Suffraganbischöfe erfüllen eine ähnliche Funktion wie Weihbischöfe in der römisch-katholischen Kirche.
Englische Diözesanbischöfe wurden vor der englischen Reformation im Allgemeinen von Bischöfen unterstützt, die auf Sitzen geweiht worden waren, die in partibus infidelium waren (Titularbistümer, welche in den meisten Fällen von Muslimen erobert worden waren). Durch die Trennung der englischen Kirche von Rom war dies nicht mehr möglich. Der Suffragan Bishops Act von 1534 erlaubte die Schaffung von Bischofssitzen, die einen Diözesanbischof unterstützen sollen. Diese werden als Suffragan bezeichnet. Davor bezog sich der Begriff Suffragan auf Diözesanbischöfe in Bezug auf ihren Metropoliten.
Die ersten Bischöfe, die nach diesem Gesetz geweiht wurden, waren Thomas Manning, Bischof von Ipswich, und John Salisbury, Bischof von Thetford, am 19. März 1536. Der letzte Suffraganbischof der ersten Periode war John Sterne, Bischof von Colchester, der 1607/08 im Amt starb.
Als die Diözesen in der Industrielle Revolution wuchsen, benötigten die Bischöfe Unterstützung. Suffraganbischöfe hätten zwar ernannt werden können, aber es gab viele ekklesiologische, pragmatische und theologische Einwände gegen sie. So gingen die englischen Bischöfe dazu über, Bischöfe, die eigentlich als Stipend oder Coadjutor Bishop (ohne Nachfolgerecht) für die Kolonien ernannt und geweiht wurden, zu Assistent Bishops zu ernennen. Häufig wurde ihnen ein weiteres bedeutendes Amt verliehen, um ihren Lebensunterhalt zu sichern. Als diese Praxis zunahm, zog dies heftige Kritik nach sich, weil den Kolonien so „ihre“ Bischöfe vorenthalten wurden. Daraufhin wurden wieder Suffraganbischöfe ernannt. Nach über 250 Jahren wurde am 2. Februar 1870 Henry Mackenzie zum Bischof von Nottingham ernannt. Zu diesem Zeitpunkt gab es nur die 26 Suffraganbischofssitze, die im Gesetz von 1534 genannt waren. Der Suffragans Nomination Act von 1888 erlaubte die Schaffung neuer Suffragansitze. Die Ernennung von Suffraganbischöfen wurde danach wesentlich häufiger.

### Gegenwart
Einigen Suffraganbischöfen der Church of England wurde vom Diözesanbischof die Verantwortung für ein bestimmtes Gebiet innerhalb der Diözese übertragen. Solche offiziellen Zuordnungen wurden 1970 durch das experimentelle „Londoner Schema“ erprobt. Zum Beispiel ist der Bischof von Colchester ein Gebietsbischof (area bishop) in der Diözese Chelmsford. Derzeit sind folgende Diözesen in Sprengel mit Gebietsbischöfen gegliedert:[5]
- London (seit 1979): Two Cities (unter Aufsicht des Diözesanbischofs), Edmonton, Kensington, Stepney und Willesden
- Chelmsford (seit 1983): Barking, Bradwell und Colchester
- Oxford (seit 1984): Oxford (unter Aufsicht des Diözesanbischofs), Buckingham, Dorchester und Reading
- Southwark (seit 1991): Croydon, Kingston und Woolwich.
- Lichfield (seit 1992): Shrewsbury, Stafford und Wolverhampton
- Leeds (seit 2014): Bradford, Huddersfield, Leeds (unter Aufsicht des Bischofs von Kirkstall), Ripon und Wakefield.

Sprengel mit Gebietsbischöfen gab es zeitweise in der Diözese Worcester (1993–2002; Worcester (unter Aufsicht des Diözesanbischofs), Dudley), der Diözese Salisbury (1981–2009; Ramsbury, Sherborne), der Diözese Lincoln (2010 – 31. Januar 2013; Grantham, Grimsby) und der Diözese Chichester (1984–2013; Chichester (unter Aufsicht des Diözesanbischofs), Lewes, Horsham).
Andere Suffraganbischöfe haben oder hatten informelle Verantwortung für ein bestimmtes geografische Gebiete (z. B. in Winchester, Peterborough und York), ohne als Gebietsbischöfe bezeichnet zu werden.
Nur die kleinen Diözesen Portsmouth sowie Sodor und Man haben keinen Suffraganbischof. Bis 2016/2017 hatten die Diözesen Newcastle und Leicester jeweils einen Stipendiaten als Assistant Bishop anstelle von Suffraganbischöfen, die aber seitdem durch diese ersetzt wurden.